# Dysoxylum bijugum
Dysoxylum bijugum är en tvåhjärtbladig växtart som först beskrevs av Jacques-Julien Houtou de La Billardière, och fick sitt nu gällande namn av Berthold Carl Seemann. Dysoxylum bijugum ingår i släktet Dysoxylum och familjen Meliaceae. Inga underarter finns listade i Catalogue of Life.